# Piazza di Montecitorio

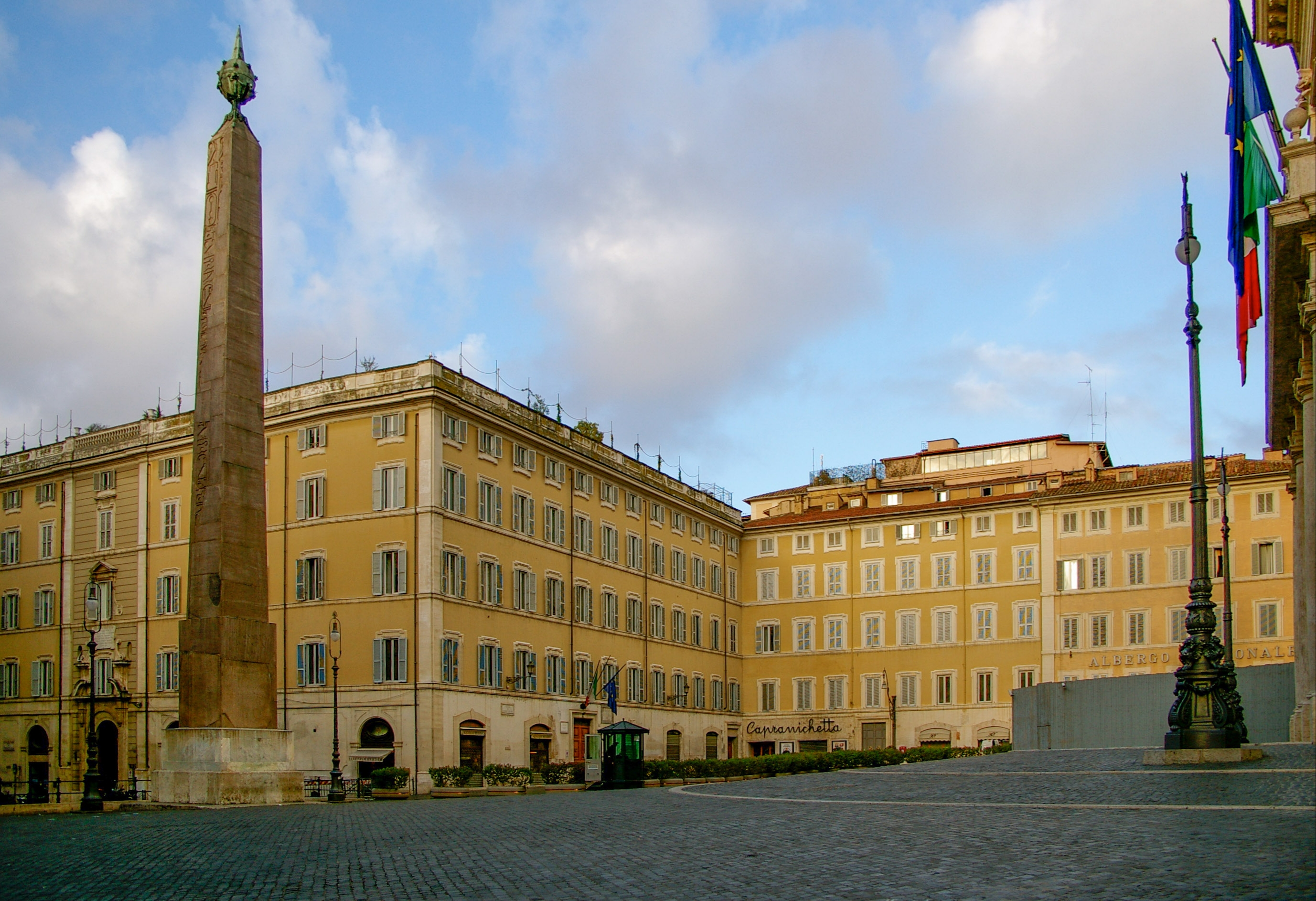
Piazza di Montecitorio

Piazza di Montecitorie je jedním z náměstí, nacházejícím se v Římě. Název náměstí je odvozen od Palazzo Montecitorio, paláce, který je hlavní dominantou náměstí. Na podobě paláce se podílel Gian Lorenzo Bernini a do finální podoby ho dovedl Carlo Fontana. Od roku 1871 v tomto paláci sídlí dolní komora italského parlamentu.
Uprostřed náměstí se nachází obelisk, který sem nechal převézt Augustus (na oslavu vítězství nad Kleopatrou).
Náměstí se nachází hned za rohem od Piazza Colonna, kde najdeme Palazzo Chigi.